# Antonio Martín Escudero
Antonio Martín Escudero (Belvís de Monroy, Càceres, 17 de gener de 1895 - Bellver de Cerdanya, Puigcerdà, 27 d'abril de 1937), conegut com a El Cojo de Málaga, sindicalista i militant anarquista (CNT-FAI), d'ofici paleta. Col·laborà amb el grup Los Solidarios a Barcelona el 1923, després s'exilià a França (1924-1931).

## Biografia
Fill d'immigrants, davant la repressió del governador civil de Barcelona, Martínez Anido i els pistolers de la patronal contra l'anarcosindicalisme, el 1922 entra en contacte amb el grup violent Los Solidarios.
Després del cop d'estat de Primo de Rivera, el setembre de 1923, s'estableix a Puigcerdà delegat per la CNT per, suposadament, col·laborar al contraban d'armes destinades a la lluita contra la dictadura.

### Exili a França
S'exilia a França entre el 1924 i el 1934, mantenint el contacte amb altres membres dels Solidarios, com en Durruti. Treballà com a sabater a París, i la construcció i en un garatge a Aubervilliers, on tingué una filla, la Florida Martín Sanmartín.

### Retorn a la Puigcerdà
Torna a Puigcerdà el 1934, treballant com a paleta alhora que manté la seva militància a la CNT. Algunes fonts indiquen que de l'octubre del 1934 al febrer del 1936 va ser empresonat per la seva militància política, però això contradiu les fonts que el localitzen treballant de paleta a Bellver de Cerdanya, a la fàbrica SALI de Puigcerdà, a la carretera de Meranges, llavors en construcció, fent pedra, o a l'empresa Py d'Oceja. El 1936 assisteix al congrés de la CNT de Saragossa com a delegat.
Durant la guerra civil fou dirigent al Consell de la Cerdanya amb seu a Puigcerdà. Aquest consell creà un règim cooperativista. Així, a més dels tallers, es col·lectivitzaren els grans masos, no així els més petits, tot i haver de rendir la producció agrària a la cooperativa. Davant les protestes hi hagué una matança a Puigcerdà, de la que es discuteix la responsabilitat, però el cert és que dues dones de dos assassinats foren detingudes pel servei d'ordre del Consell, i trobades mortes a cops de culata.
També durant la governació del Consell de Cerdanya s'enderrocà l'església de Santa Maria de Puigcerdà, i es destrossaren altres esglésies de la comarca, així com es perseguí als rectors.

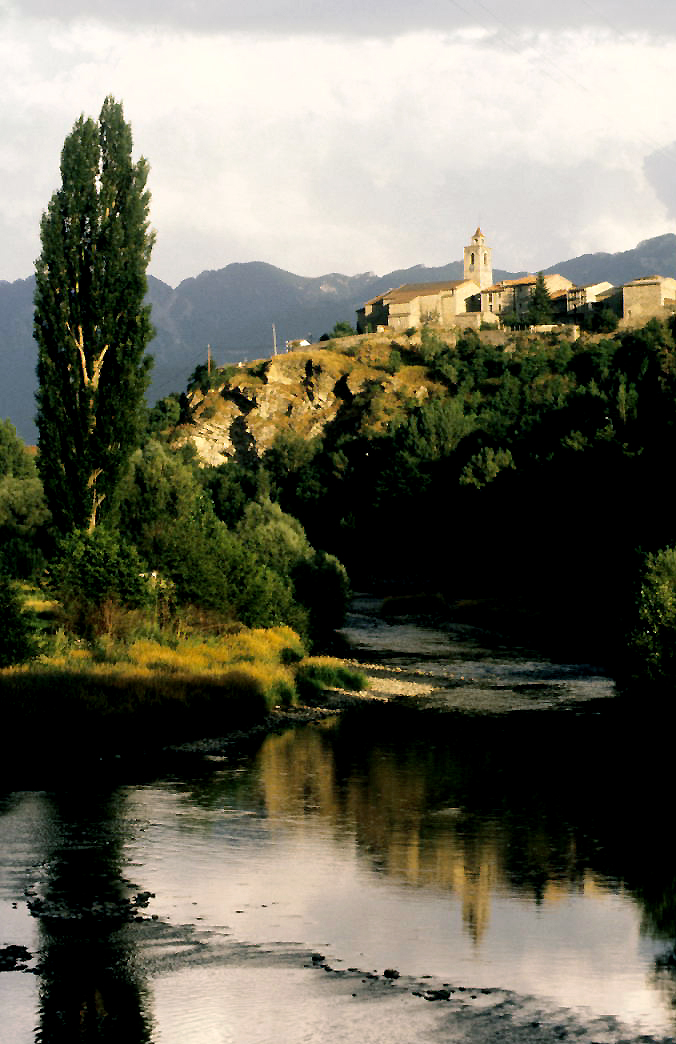
Imatge de Bellver de Cerdanya

Diverses fonts acusen Antonio Martín Escudero d'ordenar o si més no tolerar nombroses execucions a la collada de Toses, amb més d'una cinquantena de morts en aquesta zona, entre ells el mossèn i historiador cerdà Jaume Martí. Alguna historiografia recent sembla desmentir la seva responsabilitat en aquestes morts, però allò innegable és que durant el seu mandat hi hagué nombroses execucions extrajudicials.
Morí a l'antic pont del Segre de Bellver de Cerdanya, segons algunes fonts en una emboscada quan volia parlamentar amb l'alcaldia de la població, mentre que altres afirmen que fou en voler prendre el poder a la població i incorporar-la al Consell de la Cerdanya, atès que sembla que l'acompanyaven homes armats procedents d'Alp, Puigcerdà i la Seu d'Urgell. En qualsevol cas, a Bellver l'esperaven homes armats. Tot plegat tingué lloc poc abans dels Fets de Maig.